# Ofek
Ofek ou Ofeq (en hébreu :  אופק, horizon) est une série de satellites de reconnaissance militaires israéliens légers, construits par Israel Aerospace Industries et opérés par Tsahal.
Le premier satellite de la famille a été lancé en 1988 par un lanceur national Shavit depuis le territoire israélien. Du fait de l'exiguïté du territoire, ces satellites sont lancés sur une orbite rétrograde pénalisante mais qui évite de survoler les régions habitées peu après le décollage.
Les satellites de 200 à 300 kg emportent une caméra optique dont la résolution spatiale atteint 50 cm pour Ofek 11. Deux des satellites de la famille embarquent un radar.

## Présentation
Construits par l'entreprise privée israélienne de construction aéronautique Israel Aerospace Industries (IAI), les satellites Ofek résultent d'une collaboration entre IAI et le ministère israélien de la Défense.
À l'exception de l'Ofek 8, tous les lancements sont effectués depuis la base aérienne de Palmachim, en Israël, par le lanceur Shavit. Lancés vers l'ouest - vers la Mer Méditerranée - les satellites Ofek sont mis sur des orbites rétrogrades, et ce, afin qu'en cas d'échec du lancement, les débris ne puissent retomber sur des populations et des pays tiers, notamment en territoire arabe, ce qui permet également d'éviter de révéler certains secrets de fabrication. Ce type de lancement reste toutefois pénalisant du fait que le lanceur doit compenser la rotation de la Terre. Les satellites Ofek sont placés en orbite terrestre basse, avec des périodes de révolution de 90 minutes.
Les deux premiers satellites de la famille Ofek étaient des démonstrateurs. Le reste de la famille est composé de satellites de reconnaissance optique et de satellites avec un radar à synthèse d'ouverture (SAR). Pour les satellites de reconnaissance optique, on distingue trois générations, au cours desquelles la précision des satellites augmente :
- la première génération : Ofek 3 et Ofek 4
- la deuxième génération : Ofek 5, Ofek 6, Ofek 7 et Ofek 9
- la troisième génération : Ofek 11

Les satellites disposant d'une charge utile SAR sont les Ofek 8 et Ofek 10, également connus sous les noms de TecSAR 1 et TecSAR 2.

## Historique des satellites

### Ofek 1
Lancé le 19 septembre 1988, Ofek 1 est le premier satellite israélien envoyé dans l'espace. Grâce au succès de la mission, Israël est devenu la 8e nation à lancer son propre satellite par ses propres moyens.
Pesant 155 kg, il est lancé par un lanceur Shavit et mis sur une orbite elliptique avec un périgée de 249 km et un apogée de 1 149 km.
4 objectifs étaient fixés à cette mission :
- l'expérimentation de la génération d'énergie solaire,
- des tests de radio-transmissions,
- la vérification de la capacité du système à résister dans des conditions d'apesanteur,
- la collecte de données sur l'environnement spatial et le champ magnétique de la Terre.

Prévu pour une durée de vie de quelques semaines, il ne rentra dans l'atmosphère que le 14 janvier 1989, soit quasiment 4 mois après son lancement.

### Ofek 2
Lancé le 3 avril 1990, Ofek 2 est également un satellite expérimental sans instrument d'imagerie à bord.
Pesant 160 kg, il est mis en orbite avec un périgée de 149 km et un apogée de 251 km.
L'objectif confié à ce satellite était d'effectuer des tests de communication.
Il retomba dans l'atmosphère 3 mois après son lancement, le 9 juillet 1990.

### Ofek 3

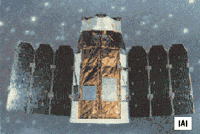
Ofek 3

Lancé le 5 avril 1995, par une nouvelle génération du lanceur Shavit, le Shavit-1, Ofek 3 est le premier satellite israélien de renseignement.
Avec un poids 189 kg, il est placé sur une orbite elliptique avec un périgée de 366 km et un apogée de 694 km.
La présence d'instrument optique à bord faisait qu'Ofek 3 constituait une avancée par rapport à ses prédécesseurs. Toutefois, il n'était pas en mesure d'offrir une qualité d'imagerie de niveau militaire. Il est estimé que le satellite fournissait des images d'une précision d'environ 1 mètre.
Sa durée de vie prévue était de deux ans. Il ré-entra finalement dans l'atmosphère le 25 octobre 2000.

### Ofek 4
Lancé le 23 janvier 1998 et basé sur la même architecture qu'Ofek 3, le satellite Ofek 4 n'a jamais pu atteindre son orbite. En effet, à la suite d'un échec du lanceur au niveau du 2e étage lors de la phase de lancement, le satellite est tombé dans la Mer Méditerranée.
Le satellite était supposé être un prototype pour le futur satellite civil israélien d'observation de la Terre EROS-A.

### Ofek 5
Lancé le 28 mai 2002, Ofek 5 est placé en orbite autour de la Terre avec un périgée de 262 km et un apogée de 774 km.
Beaucoup plus lourd que ses prédécesseurs (300 kg, soit 33% de plus que la génération des Ofek 3 et 4), il est le premier d'une nouvelle génération de satellites avec des performances accrues en matière de résolution spatiale de 80 cm, obtenue grâce à l'instrument conçu par l'entreprise israélienne El-Op (Electro-Optic Industries, une filiale de Elbit Systems).
Sa durée de vie prévue est de quatre ans.

### Ofek 6
Lancé le 6 septembre 2004 et jumeau de Ofek 5, Ofek 6 pesait tout comme son prédécesseur 300 kg.
À cause d'une erreur au lancement – le troisième étage a refusé de s'allumer – le satellite n'a pu se mettre en orbite et est tombé dans la mer Méditerranée.

### Ofek 7

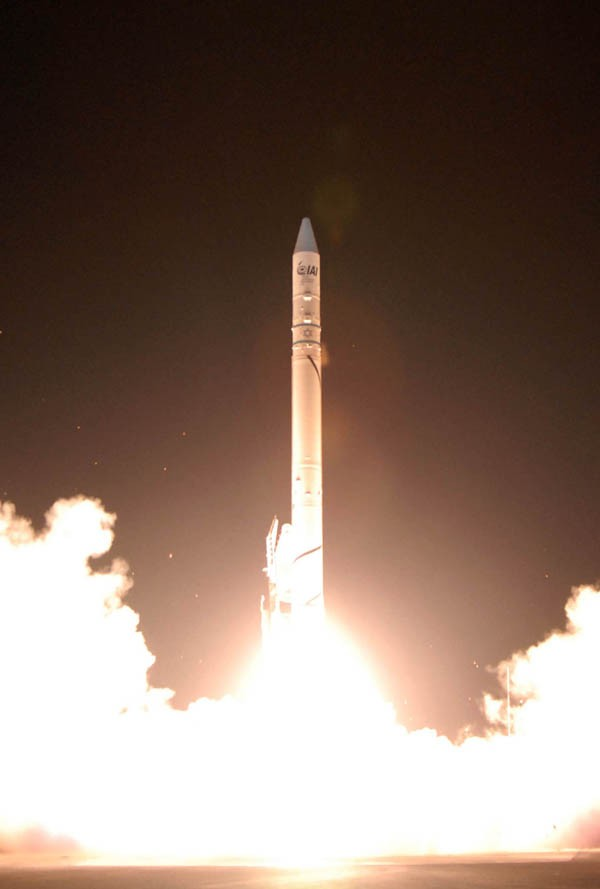
Lancement d'Ofek 7 par le lanceur Shavit

Lancé le 11 juin 2007 avec la nouvelle version du lanceur Shavit, le Shavit-2, il est mis en orbite elliptique avec un périgée de 340 km et un apogée de 576 km.
Avec un poids de 300 kg identique à ses prédécesseurs, il est équipé d'un nouvel instrument lui permettant de prendre des images plus précises, avec une résolution spatiale de 70 cm. En outre, le satellite est précisé comme étant suffisamment agile pour prendre plusieurs images sur une zone. Sa durée de vie prévue est de 5 ans.

### Ofek 8
Le satellite Ofek 8, aussi appelé TecSAR 1 ou encore Polaris, a été placé sur orbite avec succès le 21 janvier 2008 par le lanceur indien PSLV. Ce lancement est le premier, et le seul jusqu'à présent, à ne pas avoir été lancé depuis le site de Palmachim. Il résulte d'une coopération accrue entre Israël et l'Inde, qui fait suite notamment à deux échecs des lanceurs Shavit,.
Ce satellite est également le premier satellite utilisant un radar à synthèse d'ouverture, complémentaire des satellites optiques. Opérant en bande X, Ofek 8 aurait une résolution variant de moins d'1 m à 8 m, en fonction du mode d'acquisition.

### Ofek 9
Le 22 juin 2010, un lanceur Shavit-2 a mis sur orbite avec succès le satellite Ofek 9.
Avec ce satellite, Israël dispose d'une constellation de 3 satellites militaires opérationnels (Ofek 5, 7 et 9) assurant ainsi une meilleure revisite et dont le dernier satellite en date emporte un instrument optique de nouvelle génération offrant une résolution spatiale qui pourrait être inférieure à 50 cm,.

### Ofek 10
Le 9 avril 2014, le satellite Ofek 10 a été mis en orbite avec succès grâce, de nouveau, à un lanceur Shavit-2 depuis la base de Palmachim.
À l'instar d'Ofek 8, ce satellite emporte en charge utile un radar à synthèse d'ouverture (SAR) opérant en bande X vers 9,59 GHz. Il est également connu sous le nom de TecSAR 2. Toutefois, contrairement à son prédécesseur, il est plus léger avec un poids initial de 100 kg.

### Ofek 11
Placé en orbite le 13 septembre 2016, Ofek 11 est un satellite stabilisé 3 axes qui utilise une nouvelle plateforme OPTSAT-3000 et un instrument aux capacités accrues. La plateforme dérive de celle des satellites d'observation radar TecSar également développés par le constructeur du satellite. La caméra Jupiter, qui utilise un télescope de 70 cm d'ouverture, fournit des images panchromatiques avec une résolution spatiale de 50 cm.

### Ofek 16
Ofek 16 est lancé le 6 juillet 2020 par un lanceur Shavit-2 depuis la base aérienne de Palmachim. Il appartient à la famille d'Ofek 11.

### Ofek 13
Ofek 13 est lancé le 28 mars 2023 par un lanceur Shavit-2 depuis la base aérienne de Palmachim. Il appartient à la famille d'Ofek 8 et 10

## Synthèse des caractéristiques
| Désignation | Date lancement    | Type                   | Plateforme | Masse  | Caractéristiques instrument          | Orbite                    | Identifiant Cospar | Durée de vie   | Commentaire                                 |
| ----------- | ----------------- | ---------------------- | ---------- | ------ | ------------------------------------ | ------------------------- | ------------------ | -------------- | ------------------------------------------- |
| Ofeq 1      | 19 septembre 1988 | prototype              | Spinnée    | 157 kg | Dépourvu d'optique                   | 248 km × 1 170 km, 142.8° | 1988-087A          | quelques mois  | rentré dans l'atmosphère le 4 janvier 1989  |
| Ofeq 2      | 3 avril 1990      | prototype              | Spinnée    | 160 kg | Dépourvu d'optique                   | 209 km × 1 577 km, 143.2° | 1990-027A          | quelques mois  | rentré dans l'atmosphère le 9 juillet 1990  |
| Ofeq 3      | 5 avril 1995      | reconnaissance optique | OPSAT-1000 | 189 kg | Résolution spatiale estimée : 1 m    | 729 km × 367 km, 143.3°   | 1995-018A          | Prévue : 2 ans | rentré dans l'atmosphère le 25 octobre 2000 |
| Ofeq 4      | 23 janvier 1998   | reconnaissance optique | OPSAT-1000 | 189 kg | ?                                    |                           |                    |                | Échec du lancement                          |
| Ofeq 5      | 28 mai 2002       | reconnaissance optique | OPSAT-2000 | 300 kg | Résolution spatiale : 80 cm          | 729 km × 367 km, 143.3°   | 2002-025A          |                |                                             |
| Ofeq 6      | 6 septembre 2004  | reconnaissance optique | OPSAT-2000 | 300 kg | Résolution spatiale : 80 cm          |                           |                    |                | Échec du lancement                          |
| Ofeq 7      | 10 juin 2007      | reconnaissance optique | OPSAT-2000 | 300 kg | Résolution spatiale : 70 cm          | 729 km × 367 km, 143.3°   | 2007-025A          |                |                                             |
| Ofeq 8      | 21 janvier 2008   | reconnaissance radar   | TECSAR     | 260 kg | Résolution spatiale : de 1 à 8 m     | 403 km × 581 km, 41º      | 2008-002A          |                | Placé en orbite par une fusée indienne PSLV |
| Ofeq 9      | 22 juin 2010      | reconnaissance optique | OPSAT-2000 | 300 kg | Résolution spatiale supposée : 50 cm | 729 km × 367 km, 143.3°   | 2010-031A          |                |                                             |
| Ofeq 10     | 9 avril 2014      | reconnaissance radar   | TECSAR 2   | 100 kg | ?                                    | 384 km × 609 km, 140.95°  | 2014-019A          |                |                                             |
| Ofeq 11     | 13 septembre 2016 | reconnaissance optique | IMPS-2     | ?      | Résolution spatiale : 50 cm          | 341 km × 594 km, 142.53°  | 2016-056A          |                |                                             |
| Ofeq 16     | 6 juillet 2020    | reconnaissance optique | IMPS-2     | ?      | Résolution spatiale : ?              | 329 km × 602 km, 140.64°  | 2020-044A          |                |                                             |
| Ofeq 13     | 28 mars 2023      | reconnaissance radar   | TECSAR 3   | ?      | ?                                    | ?                         | 2023-044A          |                |                                             |